# Ansamblul Hyperion
"Ansamblul Hyperion" este o formație instrumentală dedicată muzicii contemporane,  creată în 1977, la București, de  către compozitorul Iancu Dumitrescu.Ca program estetic, Hyperion îsi propunea inițial să sublinieze întrepătrunderile, suprapunerile, interpenetrările posibile între "sursele" cele mai arhaice ale muzicii românești - fie ele muzică bizantină, fie din imensul tezaur de folklor românesc, din culegerile unor Bela Bartòk sau Constantin Brăiloiu - pe de o parte, iar pe de alta, muzica actuală, cu aventura și problematica ei de avangardă, cu cerințele ei acute, așa cum era reprezentată prin grupul de compozitori cei mai novatori ai timpului de la noi. Lucrul acesta a rămas o constantă.
Hyperion numără printre membrii săi interpreți și compozitori de prim rang mondial, având drept scop declarat, de la înființare, dezvoltarea unui inedit program estetic,cu ambiția de a prefigura o "nouă avangardă" în muzica românească și internațională, fiind de trei decenii port-drapelul unui curent estetic novator ce a fost numit "spectral" (curent care se revendică de la ideea de spectru acustic).
Curentul "spectral - acousmatic" - și Grupul Compozitorilor Români legati de mișcarea estetică a Ansamblului HYPERION - avea să devină prin timp - în ciuda imenselor obstacole! - din ce în ce mai cunoscut pentru deschiderea, forța și originalitatea creațiilor, considerându-se că aduce "reînoiri necesare" și "de esență" impulsurilor muzicii europene.
Recunoscut la nivel mondial, astăzi, Hyperion  este considerat din USA în Japonia și din Africa de Sud în Chile sau Corea  laboratorul unor contribuții muzicale provocatoare și originale.
Actualmente, HYPERION apare încă o dată reînnoit în ultimii cinci-șase ani, sunetul digital, compoziția realizată cu ajutorul computer-ului a dat o nouă dimensiune sunetului și muzicii noi, produse de către Hyperion.  Căci Muzica astistată de Computer are printre autorii cei mai revoluționari, universal recunoscuți, cel puțin două nume românești: Iancu Dumitrescu și Ana-Maria Avram.  Ansamblul Hyperion - din care,în afara artiștilor români mai  fac parte printre alții, mari interpreți  străini precum Fernando Grillo, Melvin Poore, Claude Delangle,Thierry Miroglio, Isabelle Hureau, Pierre - Albert Castanet, Patrice Bocquillon, Tim Hodgkinson, Chris Cutler,  Gustavo Aguilar, Robert Reigle etc. - realizează numeroase turnee în Europa,și mai recet în Statele Unite  ale Americii, la festivaluri și concerte în centre ca Viena ( Musikverein), Paris (Radio France), Nisa (MANCA), Allicante, Lisabona (Fundația Goulbenkian) , la Londra ( Royal Festival Hall), Utrecht, Rotterdam, Peruggia, Roma, Helsinki, Minneapolis, etc...
Discografia Ansamblului Hyperion numără zeci de LP-uri, CD-uri realizate la case de discuri renumite ( Mode records, ReR Megacorp, Edtion Modern) și seria ce comportă până în momentul de față 24 de CD-uri reprezentând opera omnia a lui iancu Dumitrescu și Ana-Maria Avram.